# Карпиловка (Ровненский район)
Карпиловка (укр. Карпилівка) — село в Городокской сельской общине Ровненского района Ровненской области Украины.
Население по переписи 2001 года составляло 1148 человек. Население по данным 2025 года составляет 1144 человека. Почтовый индекс — 35331. Телефонный код — 362. Код КОАТУУ — 5624683303.